# Sperillen
Sperillen är en sjö i Ådalen i Ringerike kommun i Buskerud fylke i Norge.
Sjön har en yta på 37 kvadratkilometer och är cirka 26 kilometer lång. Den är 108 meter djup på det djupaste stället och den ligger 150 meter över havet. Två älvar från Oppland, Begna från Begnadalen och Urula från Hedalen, rinner ut i sjöns norra ända på var sin sida om staden Nes i Ådal. I södra ändan rinner Ådalsån nedströms Sperillen. Utflödet driver ett vattenkraftverk i Ringmoen. Europaväg E16 följer sjöns östra sida.
Namnet Sperillen kommer från det fornnordiska sperðill, som betyder "svans", och kan syfta på sjöns långsträckta form. Sjön är känd för sitt fiske och är en av ett litet fåtal sjöar i Norge med kommersiellt fiske. Vanliga arter är sik, röding, abborre och öring samt kräftor.
Från 1868 till 1929 ombesörjdes transporten längs sjön huvudsakligen av ett litet ångfartyg, DS Bægna, som gick från Sperillenlinjens ändpunkt vid Finsand på sjöns södra ände till Nes i norra änden. DS Bægna togs i bruk 1868 och fortsatte i trafik till 1929, då det ersattes med ett motorfartyg, DS Spirillen.

## Bilder

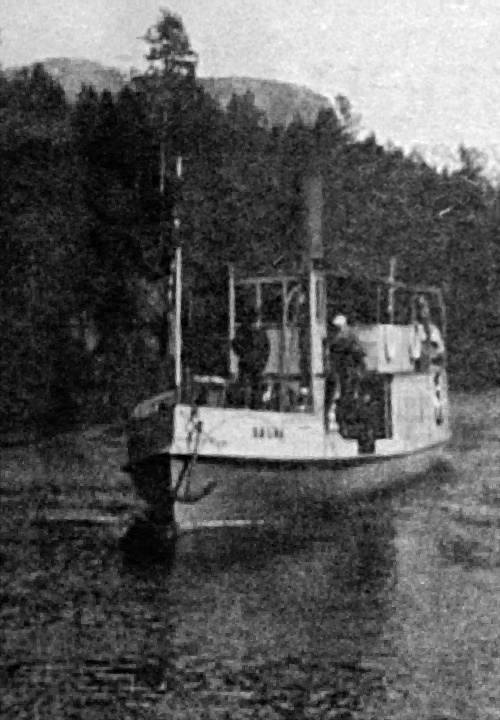
DS Bægna på Sperillen.
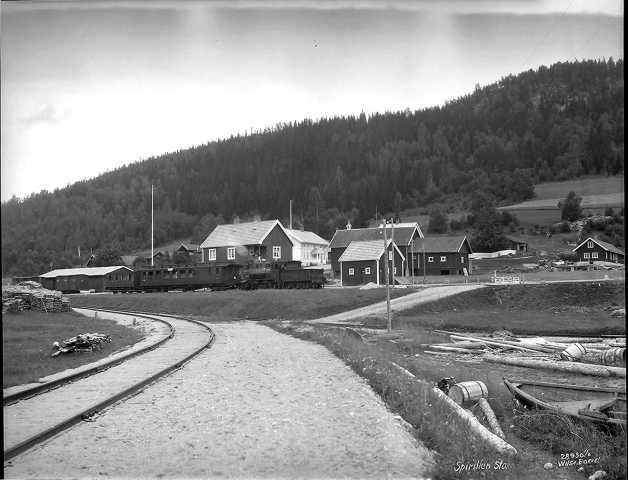
Finsand vid Sperillen (1926).
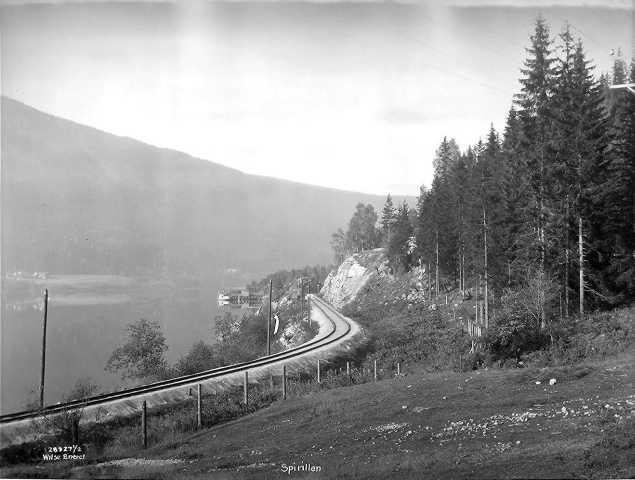
Sperillbanan (1926).
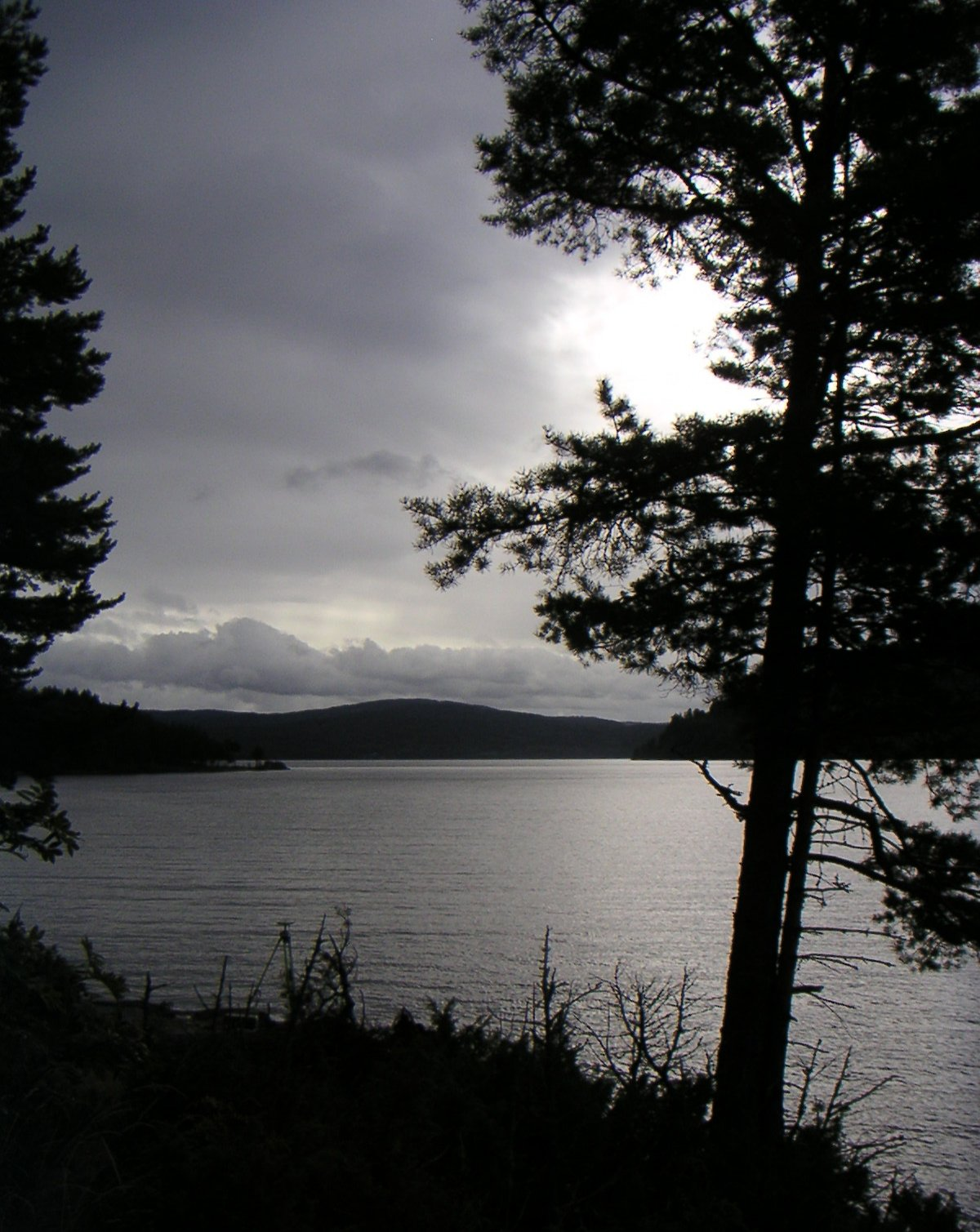
Nattlig bild från Sperillen.